# Дивасовское сельское поселение
Дивасо́вское сельское поселение — муниципальное образование в составе Смоленского района Смоленской области России.
Административный центр — деревня Дивасы.

## Географические данные
- Общая площадь: 165,21 км²
- Расположение: центральная часть Смоленского района
- Граничит:
  - на севере — с   Новосельским сельским поселением
  - на северо-востоке — с   Стабенским сельским поселением
  - на юго-востоке — с  Печерским сельским поселением
  - на юге — со Смоленском
  - на юго-западе — с  Гнёздовским сельским поселением
  - на западе — с Волоковским сельским поселением
- По территории поселения проходят автомобильные дороги    Р133 Смоленск — Невель и М1 «Беларусь».
- По территории поселения проходит железнодорожная ветка Смоленское полукольцо.
- Крупные реки: Удра.

## История
Образовано 2 декабря 2004 года.

## Население
| 2007  | 2011  | 2012  | 2013  | 2014  | 2015  | 2016  |
| ----- | ----- | ----- | ----- | ----- | ----- | ----- |
| 1812  | ↗1849 | ↗1956 | ↗3227 | ↘2183 | ↗3833 | →3833 |
| 2017  | 2018  | 2019  | 2020  | 2021  |       |       |
| ↘2945 | ↗6080 | ↗8384 | ↗8572 | ↘2022 |       |       |

## Населённые пункты
В сельское поселение входят 26 населённых пунктов:
| №  | Населённый пункт   | Тип     | Население (чел.) |
| -- | ------------------ | ------- | ---------------- |
| 1  | Бакштово           | деревня | 0                |
| 2  | Белый Холм         | деревня | 0                |
| 3  | Близнаки           | деревня | 25               |
| 4  | Будка ж.д. 12-й км | деревня | 0                |
| 5  | Владимирская       | деревня | 63               |
| 6  | Дивасы             | деревня | 598              |
| 7  | Долгая Ольша       | деревня | 13               |
| 8  | ДРСУ-5             | деревня |                  |
| 9  | Круглики           | деревня | 7                |
| 10 | Кувшиново          | деревня | 35               |
| 11 | Купники            | деревня | 147              |
| 12 | Липуны             | деревня | 100              |
| 13 | Нижняя Дубровка    | деревня | 17               |
| 14 | Ольша              | село    | 568              |
| 15 | Очетово            | деревня | 12               |
| 16 | Прудины            | деревня | 6                |
| 17 | Рагулино           | деревня | 14               |
| 18 | Сибилево           | деревня | 13               |
| 19 | Скрипорово         | деревня | 28               |
| 20 | Слобода            | деревня | 16               |
| 21 | Соколово           | деревня | 4                |
| 22 | Стомино            | деревня | 4                |
| 23 | Сторожище          | деревня | 63               |
| 24 | Холм               | деревня | 7                |
| 25 | Шеломец            | деревня | 101              |
| 26 | Шестаки            | деревня | 15               |

### Упразднённые населённые пункты
- деревня Ильюшино (2010)[13].

## Местное самоуправление
Главой поселения и Главой администрации является Власенкова Светлана Борисовна.